# Francesco Ponte
Francesco Ponte (Ceranesi, 1785 – Genova, 18 marzo 1877) è stato un imprenditore italiano.
Francesco Ponte fu un impresario edile genovese.
Nasce nella campagna, a Ceranesi, nel genovesato, zona dell'Alta Val Polcevera.
Presto, lasciati i campi, si trasferisce a Genova. Lavora come muratore, diviene capomastro; dagli anni quaranta dell'Ottocento inizia la sua fortuna nella costruzione dei palazzi nuovi previsti dal piano del Barabino del 1825. Lavora dapprima per i grandi impresari come Pietro Gambaro , quest'ultimo ricco possidente, impresario edile e Consigliere Municipale, di parte cattolica, che realizza parte dei palazzi di piazza Colombo (la sua tomba, opera dello scultore Giovanni Battista Cevasco si trova nel Cimitero Monumentale di Staglieno, nel Portico delle Celebrità Cittadine, o portico superiore di Ponente).
Quindi riesce ad investire personalmente, è impresario lui stesso e costruisce per suo conto sui terreni espropriati dal Municipio e messi a disposizione per gli impresari capaci di realizzare le nuove case previste dal piano urbanistico.
Costruisce dalla fine degli anni trenta e per tutti gli anni quaranta e cinquanta dell'Ottocento una serie di palazzi destinati ai ceti popolari, proletari e operai o piccolo-artigiani. La sua attività partiva dalle ristrutturazioni dei palazzi del vecchio centro genovese, spesso sostituendo o accorpando edifici fatiscenti o riempiendo gli ultimi vuoti residui del bombardamento del Re Sole del 1684. Le modalità nel caso sono gli accorpamenti ed i rifacimenti delle vecchie schiere di edifici medioevali, che avevano il tipico passo delle due linee di finestre. Li trasforma nella sua nota tipologia edilizia a blocco compatto ed enorme, ad “alveare”, svuotandoli e allineando gli appartamenti per scale verticali.
.
I suoi edifici sono spesso detti “casoni Ponte”: casone Ponte in vico del Fico, casone Ponte in via Madre di Dio, ecc.
Sua prima moglie fu Vittoria Fossa. Rimasto vedovo, sposò la cognata del figlio Antonio, Teresa Brignole, di 30 anni più giovane e di famiglia aristocratica (figlia di Luigi Brignole e Rosa Durazzo).
Francesco Ponte muore vecchissimo, il 18 marzo 1877, a 92 anni.

## Via Francesco Ponte
A Francesco Ponte è intitolata una piazza

Via Francesco Ponte, da via Cesarea a via Fiasella; già piazza Ponte. Era originariamente uno slargo tra i suoi palazzi.

Demolito il Manicomio (progettato dal Barabino) per essere  trasferito nel 1894 a Quarto, questo gruppo di case per operai rimase isolato al centro di un quartiere liberty, destinato all'alta borghesia e ad uffici. Pertanto, era previsto di eliminarle per far posto ad un'edilizia idonea al quartiere. I bombardamenti della seconda guerra mondiale colpirono gli edifici di Francesco Ponte, che non furono ricostruiti;  demoliti i loro resti, vennero sostituiti da moderni edifici.
Una fotografia dei palazzi di Piazza Ponte è in Genova Brucia 1940-45 di Mauro Matarese .
Questo era il gruppo più noto degli edifici costruiti da Francesco Ponte, situato lungo le vie di Abrara e del Manicomio, quest'ultima detta anche Crosa Larga, poi via Galata (il secondo tratto di via Galata, oggi via Cesarea), zona dell'attuale tratto inferiore non porticato di via XX Settembre. Erano quattro grossi blocchi che erano stati inseriti nel piano di Ingrandimento di Città del Barabino, benché ne stravolgessero le garbate tipologie di edifici a palazzina o a villetta.
Primo di questo gruppo venne costruito quello in via di Abrara (nel sestiere di San Vincenzo), per il quale si trattava della ristrutturazione di una casa con terreno ortivo, ex proprietà Sopranis, agevolata dalle Regie Patenti del 1836 per il piano di Ingrandimento. Era all'incrocio di via al Manicomio con via Abrara, lato meridionale di via Abrara, ed era un edificio di notevole lunghezza e molte scale interne. Gli altri tre erano l'ancor più grande Casone Ponte detto “Al Manicomio”, il “casone Verde, il “Baraccone Ponte”.
Ponte quando realizza questi edifici acquista prima i terreni scelti tra quelli espropriati e comprati dal Municipio per lo scopo. Poi si destreggia aggiungendo varie parti, adeguandosi ai regolamenti del Consiglio d'ornato, in genere adempiuti nelle sole modanature dei cornicioni e nella regolarità delle bucature. Ponte abita lui stesso in queste case da lui costruite, in via Galata.

## Altri casoni Ponte nella città
- Casone Ponte in vico dei Berrettieri, uno dei primi, risale a poco dopo il 1839. Demolito negli anni Trenta per la realizzazione di piazza Dante (appare, prossimo al palazzo delle Poste, in una foto della demolizione, in LA SISTEMAZIONE URBANISTICA DI PIAZZA DANTE A GENOVA, alla pagina 6 del file in estensione .pdf  [4])
- Casone Ponte alle Mura di Santa Margherita (alla Villetta, zona di via Madre di Dio, demolito)
- Casone Ponte in via Madre di Dio
- Casone Ponte in vico del Fico (bombardato e demolito)
- Casa Ponte in vico Mattoni Rossi (ricostruito, era una ristrutturazione)

1. ↑   GAMBARO, su staglieno.comune.genova.it. URL consultato il 23 luglio 2022 (archiviato dall'url originale il 21 settembre 2022).
2. ↑  CENSIMENTO DEL 1856, in ASCG (Archivio Storico del Comune di Genova) VOLUME N. 59; N. 1730:

n. 127: PONTE FRANCESCO, detto LIVIO, fu GIUSEPPE PONTE, nato a Ceranesi nel 1785, abitante in via Galata al civ. n.° 4, p. 5°, porta n. 9, scala sinistra, casa propria (7 membri nell'appartamento), di professione proprietario [ruoli di famiglia: vol. 8, f. 14, p. 4]

n. 128: la moglie TERESA (BRIGNOLE in) PONTE di LUIGI BRIGNOLE, nata 1815 (seconda moglie, più giovane di lui di 30 anni)

n. 129: ANTONIO PONTE, ammogliato, figlio di FRANCESCO PONTE e di FOSSA VITTORIA, nato a Genova nel 1829, di professione proprietario

n. 130: la moglie AURELIA (BRIGNOLE in PONTE) di LUIGI BRIGNOLE e DURAZZO ROSA, nata 1831
3. ↑   Mauro Matarese, Genova Brucia, 1940-45; nel testo: " I bombardamenti di ottobre-novembre 1942 // (... ) Nel mese di novembre le incursioni aeree su Genova furono quattro, nei giorni 6, 7, 13 e 15. // I bollettini di guerra parlarono, in quelle occasioni di 28 aerei abbattuti, ma i resti di un solo aereo composti di una ruota ed alcune lamiere della fusoliera, vennero esposti nell’atrio del cinema teatro Universale, quasi a dimostrazione che il nemico aveva duramente pagato lo scotto per le sue imprese. Come mossa propagandistica fu davvero molto infelice. Via XX Settembre in quei giorni presentava uno degli spettacoli più desolanti che si possano immaginare, piazza De Ferrari, Piazza Banchi, Piazza Bandiera, Via Garibaldi, Via Serra, Villetta di Negro, Via Bertani, Piazza Ponte, il Carlo Felice, il Paganini, il Politeama Margherita, il Genovese, il palazzo dell’Accademia, Palazzo Tursi, palazzo Bianco e Rosso, il colle di Sarzano, erano tutti in rovina, la miseria di quella ruota e quelle poche lamiere contorte più che a soddisfare un desiderio di vendetta, muovevano a pietà." Alla pagina Internet: https://udite-udite.it/2021/02/9-febbraio-1941-80-anniversario-bombardamento-navale-di-genova-erga-edizioni-presenta-genova-brucia-1940-45-di-mauro-montarese/.
4. ↑   LA SISTEMAZIONE URBANISTICA DI PIAZZA DANTE A GENOVA (PDF), su zedprogetti.it.